# Rebelia herrichiella
Rebelia herrichiella är en fjärilsart som beskrevs av Embrik Strand 1912. Rebelia herrichiella ingår i släktet Rebelia och familjen säckspinnare. Inga underarter finns listade.